# John Lee Hooker Plays and Sings the Blues
John Lee Hooker Plays and Sings The Blues – płyta Johna Lee Hookera z 1961 roku. Na płycie zostały zebrane wczesne nagrania Hookera z lat 1950–1952 nagranych w Detroit. Oryginalnie wydana przez wytwórnię Chess Records. Płytę wydano również pod tytułem Blues for Big Town (razem z czterema dodatkowymi utworami) i w kompilacji The Complete 50's Chess Recordings.

## Lista utworów
| 1.  | „The Journey” (a.k.a. Sentimental Journey, nagrany 24 kwietnia 1952) | 3:37  |
|     |                                                                      |       |
| 2.  | „I Don’t Want Your Money” (nagrany 24 kwietnia 1952)                 | 2:58  |
|     |                                                                      |       |
| 3.  | „Hey, Baby” (nagrany 24 kwietnia 1952)                               | 3:22  |
|     |                                                                      |       |
| 4.  | „Mad Man Blues” (nagrany w 1950)                                     | 2:39  |
|     |                                                                      |       |
| 5.  | „Bluebird” (nagrany 24 kwietnia 1952)                                | 2:55  |
|     |                                                                      |       |
| 6.  | „Worried Life Blues” (nagrany 24 kwietnia 1952)                      | 3:00  |
|     |                                                                      |       |
| 7.  | „Apologize” (nagrany 24 kwietnia 1952)                               | 2:57  |
|     |                                                                      |       |
| 8.  | „Lonely Boy Boogie” (a.k.a. New Boogie, nagrany 24 kwietnia 1952)    | 3:16  |
|     |                                                                      |       |
| 9.  | „Please Don’t Go” (nagrany 24 kwietnia 1952)                         | 2:26  |
|     |                                                                      |       |
| 10. | „Dreamin’ Blues” (nagrany w kwietniu 1951)                           | 3:02  |
|     |                                                                      |       |
| 11. | „Hey Boogie” (a.k.a. Boogie Now, nagrany w 1950)                     | 2:59  |
|     |                                                                      |       |
| 12. | „Just Me and My Telephone” (nagrany w kwietniu 1951)                 | 3:14  |
|     |                                                                      |       |
|     |                                                                      | 36:25 |
|     |                                                                      |       |

## Twórcy
1. John Lee Hooker – gitara, wokal
2. Eddie Kirkland – gitara w utworze „Just Me and My Telephone”